# Prva dama Združenih držav Amerike
Prva dama Združenih držav amerike (angleško First Lady of the United States, okrajšano FLOTUS) je naslov, ki pripada ženi Predsednika Združenih držav Amerike. Med letoma 2017 in 2021 ter od leta 2025 položaj ameriške prve dame zaseda Slovenka Melania Trump, žena 45. in 47. predsednika Donalda Trumpa. Prvi dami je odgovoren Urad prve dame Združenih držav Amerike. 
Trenutno je prva dama Melania Trump.

## Seznam prvih dam
| Št. | Slika                                             | Prva dama (Dekliški priimek)                                                                               | Obdobje                             | Starost ob nastopu             | Predsednik (mož)                                                                       |
| --- | ------------------------------------------------- | --- | ----------------------------------- | ------------------------------ | -------------------------------------------------------------------------------------- |
| 1   | Portret Marthe Washington                         | Martha Dandridge 13. junij 1731 – 22. maj 1802 (70 let)                                                    | 30. april 1789 – 4. marec 1797      | 57 let, 321 dni                | Washington por. 6. januarja 1759                                                       |
| 2   | Portret Abigail Adams                             | Abigail Smith 22. november 1744 – 28. oktober 1818 (73 let)                                                | 4. marec 1797 – 4. marec 1801       | 52 let, 102 dni                | John Adams por. 25. oktobra 1764                                                       |
| 3   | Obris Marthe Jefferson                            | Martha Wayles 30. oktober 1748 – 6. september 1782 (33 let)                                                | umrla pred predsedovanjem moža      | umrla pred predsedovanjem moža | Jefferson por. januar 1, 1772                                                          |
| 3   | Portret Marthe Jefferson                          | Martha Jefferson 27. september 1772 – 10. oktober 1836 (64 let)                                            | 4. marec 1801 – 4. marec 1809       | 28 let, 158 dni                | Jefferson hči                                                                          |
| 4   | Portret Dolley Madison                            | Dolley Payne 20. maj 1768 – 12. julij 1849 (81 let)                                                        | 4. marec 1809 – 4. marec 1817       | 40 let, 288 dni                | Madison por. 14. septembra 1794                                                        |
| 5   | Portret Elizabeth Monroe                          | Elizabeth Kortright 30. junij 1768 – 23. september 1830 (62 let)                                           | 4. marec 1817 – 4. marec 1825       | 48 let, 247 dni                | Monroe por. 16. februarja 1786                                                         |
| 6   | Portret Louise Adams                              | Louisa Catherine Johnson · Rojstna država: Velika Britanija · 12. februar 1775 – 15. maj 1852 · (77 let) · | 4. marec 1825 – 4. marec 1829       | 50 let, 20 dni                 | J. Q. Adams por. 26. julija 1797                                                       |
| 7   | Rachel Jackson                                    | Rachel Donelson 15. junij 1767 – 22. december 1828 (61 let)                                                | umrla po volitvah                   | umrla po volitvah              | Jackson por. 7. januarja 1794                                                          |
| 8   | Portret Hannah Van Buren                          | Hannah Hoes 8. marec 1783 – 5. februar 1819 (35 let)                                                       | umrla pred predsedovanjem moža      | umrla pred predsedovanjem moža | Van Buren por. 21. februarja 1807                                                      |
| 8   | Portrait painting of Angelica Singleton Van Buren | Sarah Angelica Singleton 13. februar 1818 – 29. december 1877 (59 let)                                     | 1 januar 1839 – 4. marec 1841       | 20 let, 322 dni                | Van Buren svakinja                                                                     |
| 9   | Portret Anne Tuthill Harrison                     | Anna Tuthill Symmes 25. julij 1775 – 25. februar 1864 (88 let)                                             | 4. marec 1841 – 4. april 1841       | 65 let, 222 dni                | W. H. Harrison por. 22. novembra 1795                                                  |
| 10  | Portret Letitie Tyler                             | Letitia Christian 12. november 1790 – 10. september 1842 (51 let)                                          | 4. april 1841 – 10. september 1842  | 50 let, 143 dni                | Tyler por. 29. marca 1813                                                              |
| 10  | Portret Julie Tyler                               | Julia Gardiner 4. maj 1820 – 10. julij 1889 (69 let)                                                       | 26. junij 1844 – 4. marec 1845      | 24 let, 53 dni                 | Tyler por. 26. junija 1844                                                             |
| 11  | Portret Sarah Polk                                | Sarah Childress 4. september 1803 – 14. avgust 1891 (87 let)                                               | 4. marec 1845 – 4. marec 1849       | 41 let, 181 dni                | Polk por. 1. januarja 1824                                                             |
| 12  | Portret Margaret Taylor                           | Margaret Mackall Smith 21. september 1788 – 14. avgust 1852 (63 let)                                       | 4. marec 1849 – 9. julij 1850       | 60 let, 164 dni                | Taylor por. 21. junija 1810                                                            |
| 13  | Portret Abigail Fillmore                          | Abigail Powers 13. marec 1798 – 30. marec 1853 (55 let)                                                    | 9. julij 1850 – 4. marec 1853       | 52 let, 118 dni                | Fillmore por. 5. februarja 1826                                                        |
| 14  | Obris Jane Pierce                                 | Jane Means Appleton 12. marec 1806 – 2. december 1863 (57 let)                                             | 4. marec 1853 – 4. marec 1857       | 46 let, 357 dni                | Pierce por. 19. novembra 1834                                                          |
| 15  | Portrait photograph of Harriet Lane               | Harriet Rebecca Lane 9. maj 1830 – 3. julij 1903 (73 let)                                                  | 4. marec 1857 – 4. marec 1861       | 26 let, 299 dni                | Buchanan nečakinja                                                                     |
| 16  | Portret Mary Lincoln                              | Mary Ann Todd 13. december 1818 – 16. julij 1882 (63 let)                                                  | 4. marec 1861 – 15. april 1865      | 42 let, 81 dni                 | Lincoln por. 4. novembra 1842                                                          |
| 17  | Portret Elize Johnson                             | Eliza McCardle 4. oktober 1810 – 15. januar 1876 (65 let)                                                  | 15. april 1865 – 4. marec 1869      | 54 let, 193 dni                | A. Johnson por. 17. maja 1927                                                          |
| 18  | Portret Julie Grant                               | Julia Boggs Dent 26. januar 1826 – 14. december 1902 (76 let)                                              | 4. marec 1869 – 4. marec 1877       | 43 let, 37 dni                 | Grant por. 22. avgusta 1848                                                            |
| 19  | Portret Lucy Hayes                                | Lucy Ware Webb 28. avgust 1831 – 25. junij 1889 (57 let)                                                   | 4. marec 1877 – 4. marec 1881       | 45 let, 188 dni                | Hayes por. 30. decembra 1852                                                           |
| 20  | PPortret Lucretie Garfield                        | Lucretia Rudolph 19. april 1832 – 14. marec 1918 (85 let)                                                  | 4. marec 1881 – 19. september 1881  | 48 let, 319 dni                | Garfield por. 11. novembra 1858                                                        |
| 21  | Portret Ellen Arthur                              | Ellen Lewis Herndon 30. avgust 1837 – 12. januar 1880 (42 let)                                             | umrla pred predsedovanjem moža      | umrla pred predsedovanjem moža | Arthur por. 25. oktobra 1859                                                           |
| 22  | Portret Frances Cleveland                         | Frances Clara Folsom 21. julij 1864 – 29. oktober 1947 (83 let)                                            | 2. junij 1886 – 4. marec 1889       | 21 let, 316 dni                | Cleveland por. 2. junija 1886 poročena v Belo hišo                                     |
| 23  | Portret Caroline Harrison                         | Caroline Lavinia Scott 1. oktober 1832 – 25. oktober 1892 (60 let)                                         | 4. marec 1889 – 25. oktober 1892    | 56 let, 154 dni                | B. Harrison por. 20. oktobra 1853                                                      |
| 24  | Portret Frances Cleveland                         | Frances Clara Folsom 21. julij 1864 – 29. oktober 1947 (83 let)                                            | 4. marec 1893 – 4. marec 1897       | 28 let, 226 dni                | Cleveland por. 2. junija 1886                                                          |
| 25  | Portret Ide McKinley                              | Ida Saxton 8. junij 1847 – 26. maj 1907 (59 let)                                                           | 4. marec 1897 – 14. september 1901  | 49 let, 269 dni                | McKinley por. 25. januarja 1871                                                        |
| 26  | Portret Edith Roosevelt                           | Edith Kermit Carow 6. marec 1861 – 30. september 1948 (87 let)                                             | 14. september 1901 – 4. marec 1909  | 40 let, 39 dni                 | T. Roosevelt por. 2. decembra 1886                                                     |
| 27  | Portret Helen Taft                                | Helen Louise Herron 2. junij 1861 – 22. maj 1943 (81 let)                                                  | 4. marec 1909 – 4. marec 1913       | 47 let, 275 dni                | Taft por. 19. junija 1886                                                              |
| 28  | Portret Ellen Wilson                              | Ellen Louise Axson 15. maj 1860 – 6. avgust 1914 (54 let)                                                  | 4. marec 1913 – 6. avgust 1914      | 52 let, 293 dni                | Wilson por. 24. junija 1885                                                            |
| 28  | Portret Edith Wilson                              | Edith Bolling 15. oktober 1872 – 28. december 1961 (89 let)                                                | 18. december 1915 – 4. marec 1921   | 43 let, 64 dni                 | Wilson por. 18. decembra 1915 Predsednik Wilson se je znova poročil med prvim obdobjem |
| 29  | Portret Florence Harding                          | Florence Mabel Kling 15. avgust 1860 – 21. november 1924 (64 let)                                          | 4. marec 1921 – 2. avgust 1923      | 60 let, 201 dni                | Harding por. 8. julija 1891                                                            |
| 30  | Portret Grace Coolidge                            | Grace Anna Goodhue 3. januar 1879 – 8. julij 1957 (78 let)                                                 | 2. avgust 1923 – 4. marec 1929      | 44 let, 211 dni                | Coolidge por. 4. oktober 1905                                                          |
| 31  | Portret Lou Hoover                                | Lou Henry 29. marec 1874 – 7. januar 1944 (69 let)                                                         | 4. marec 1929 – 4. marec 1933       | 54 let, 340 dni                | Hoover por. 10. februarja 1899                                                         |
| 32  | Portret Eleanor Roosevelt                         | Anna Eleanor Roosevelt 11. oktober 1884 – 7. november 1962 (78 let)                                        | 4. marec 1933 – 12. april 1945      | 48 let, 144 dni                | F. D. Roosevelt por. 17. marca 1905                                                    |
| 33  | Portret Bess Truman                               | Elizabeth Virginia "Bess" Wallace 13. februar 1885 – 18. oktober 1982 (97 let)                             | 12. april 1945 – 20. januar 1953    | 60 let, 58 dni                 | Truman por. 28. junija 1919                                                            |
| 34  | Portret Mamie Eisenhower                          | Mamie Geneva Doud 14. november 1896 – 1. november 1979 (82 let)                                            | 20. januar 1953 – 20. januar 1961   | 56 let, 67 dni                 | Eisenhower por. 1. julija 1916                                                         |
| 35  | Portret Jaqueline Kennedy                         | Jacqueline "Jackie" Lee Bouvier 28. julij 1929 – 19. maj 1994 (64 let)                                     | 20. januar 1961 – 22. november 1963 | 31 let, 176 dni                | Kennedy por. 12. septembra 1953                                                        |
| 36  | Portret Lady Bird Johnson                         | Claudia Alta "Lady Bird" Taylor 22. december 1912 – 11. julij 2007 (94 let)                                | 22. november 1963 – 20. januar 1969 | 50 let, 335 dni                | L. B. Johnson por. 17. novembra 1934                                                   |
| 37  | Portret Pat Nixon                                 | Thelma "Pat" Catherine Ryan 16. marec 1912 – 22. junij 1993 (81 let)                                       | 20. januar 1969 – 9. avgust 1974    | 56 let, 310 dni                | Nixon por. 21. junija 1940                                                             |
| 38  | Portret Betty Ford                                | Elizabeth "Betty" Ann Bloomer 8. april 1918 – 8. julij 2011 (93 let)                                       | 9. avgust 1974 – 20. januar 1977    | 56 let, 123 dni                | Ford por. 15. oktober 1948                                                             |
| 39  | Portret Rosalynn Carter                           | Eleanor Rosalynn Smith 18. avgust 1927 – 19. november 2023 (96 let)                                        | 20. januar 1977 – 20. januar 1981   | 49 let, 155 dni                | Carter por. 7. julija 1946                                                             |
| 40  | Portret Nancy Reagan                              | Nancy Davis 6. julij 1921 – 6. marec 2016 (94 let)                                                         | 20. januar 1981 – 20. januar 1989   | 59 let, 203 dni                | Reagan por. 4. marca 1952                                                              |
| 41  | Portret Barbare Bush                              | Barbara Pierce 8. junij 1925                                                                               | 20. januar 1989 – 20. januar 1993   | 63 let, 226 dni                | G. H. W. Bush por. 6. januarja 1945                                                    |
| 42  | Portret Hillary Rodham Clinton                    | Hillary Diane Rodham 26. oktober 1947                                                                      | 20. januar 1993 – 20. januar 2001   | 45 let, 86 dni                 | Clinton por. 11. oktobra 1975                                                          |
| 43  | Portret Laure Bush                                | Laura Lane Welch 4. november 1946                                                                          | 20. januar 2001 – 20. januar 2009   | 54 let, 77 dni                 | G. W. Bush por. 5. novembra 1977                                                       |
| 44  | Portret Michelle Obama                            | Michelle LaVaughn Robinson 17. januar 1964                                                                 | 20. januar 2009 – 20. januar 2017   | 45 let, 3 dni                  | Obama por. 3. oktobra 1992                                                             |
| 45  | Fotografija Melanie Trump                         | Melanija Knavs · Rojstna država: Jugoslavija · (danes Slovenija) · 26. april 1970 ·                        | 20. januar 2017 – 20. januar 2021   | 46 let, 269 dni                | Trump por. 22. januarja 2005                                                           |
| 46  |                                                   | Jill Biden 6. junij 1951                                                                                   | 20. januar 2021 – 20. januar 2025   | 69 let, 231 dni                | Biden por. 17. junija 1977                                                             |
| 47  | Fotografija Melanie Trump                         | Melanija Knavs · Rojstna država: Jugoslavija · (danes Slovenija) · 26. april 1970 ·                        | 20. januar 2025 – danes             | 54 let, 269 dni                | Trump por. 22. januarja 2005                                                           |